# SM U-5 (1910)
SM U-5 – niemiecki okręt podwodny  typu U-5 z okresu I wojny światowej, który wszedł do służby w Cesarskiej Marynarce Wojennej w 1910 roku. Zatonął podczas swojego drugiego wojennego patrolu w 1914 roku.

## Historia
Zamówienie na pierwszy okręt typu U-5 zostało złożone w stoczni Germaniawerft w Kilonii 8 kwietnia 1908 roku. Rozpoczęcie budowy nastąpiło 24 sierpnia 1908 roku, wodowanie 8 stycznia 1910 roku. Okręt wszedł do służby 2 lipca 1910 roku. Po wybuchu I wojny światowej okręt wziął udział w dwóch patrolach, podczas których dowodził nim Johannes Lemmer . Podczas drugiego patrolu bojowego 18 grudnia 1914 roku, zatonął wraz z całą 29-osobową załogą w pobliżu belgijskiego wybrzeża, prawdopodobnie po wejściu na minę.